# Saghamo
Saghamo (gruz. საღამო) – wieś w Gruzji, w regionie Samcche-Dżawachetia, w gminie Ninocminda. W 2014 roku liczyła 153 mieszkańców.